# نيك براونلي
نيك براونلي (بالإنجليزية: Nick Brownlee)‏ هو كاتب بريطاني، ولد في 16 ديسمبر 1967 في Blyth, Northumberland ‏ في المملكة المتحدة.